# Clematis armandii
A Clematis armandii a boglárkavirágúak (Ranunculales) rendjébe, ezen belül a boglárkafélék (Ranunculaceae) családjába tartozó faj.

## Előfordulása
A Clematis armandii eredetileg Kínából származik. Az Amerikai Kertészeti Társaság (American Horticultural Society) szerint, az Amerikai Egyesült Államokban, a legmegfelelőbb termőhelyei az ország déli részein vannak, az úgynevezett 9-es és 7-es zónáknál.

## Változatai
- Clematis armandii var. armandii
- Clematis armandii var. farquhariana (Rehder & E.H.Wilson) W.T.Wang
- Clematis armandii var. hefengensis (G.F.Tao) W.T.Wang
- Clematis armandii var. retusifolia (J.Q.Fu & S.B.Ho) W.T.Wang

## Megjelenése
Tavasszal a növény az elmúlt évi hajtásain 7,35 centiméter átmérőjű, fehér virágokat növeszt. Sötétzöld levelei sűrűn nőnek és lefelé lógnak, jól eltakarják azt, amire ráfutott a növény. Ha sós vagy nagyon vizes talajban nő, akkor a levelek hegyei megégnek.

## Felhasználása
Mint sok más fajtársát, a Clematis armandiit is kedvelik a kertészek.
A termesztett fajták közé sorolhatók a rózsaszín virágú 'Hendersonii Rubra', továbbá az 'Apple Blossom' és a 'Snowdrift'.

## Hibridje
Ha a Clematis armandiit a Clematis finetianával keresztezik, akkor létrejön a Clematis × jeuneiana nevű hibrid.

## Képek

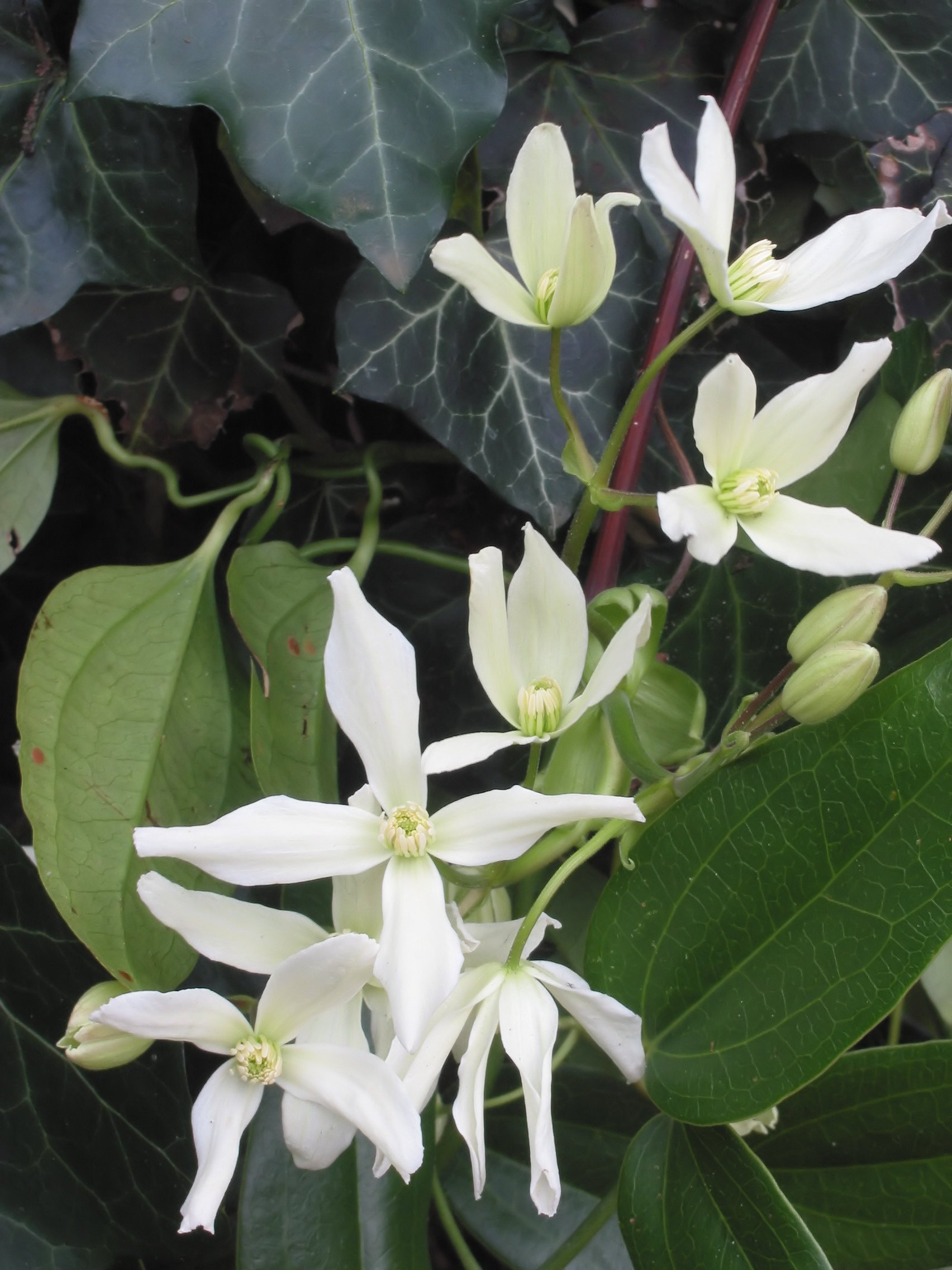
A virágai
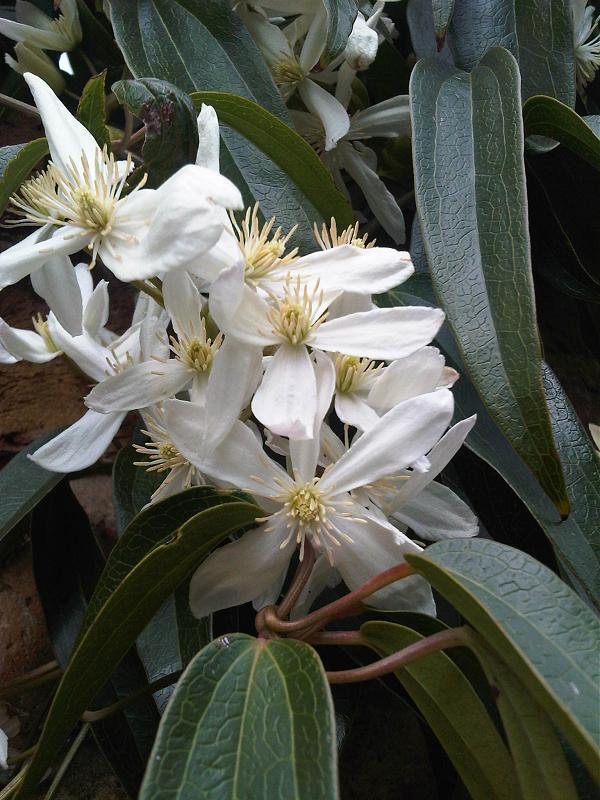
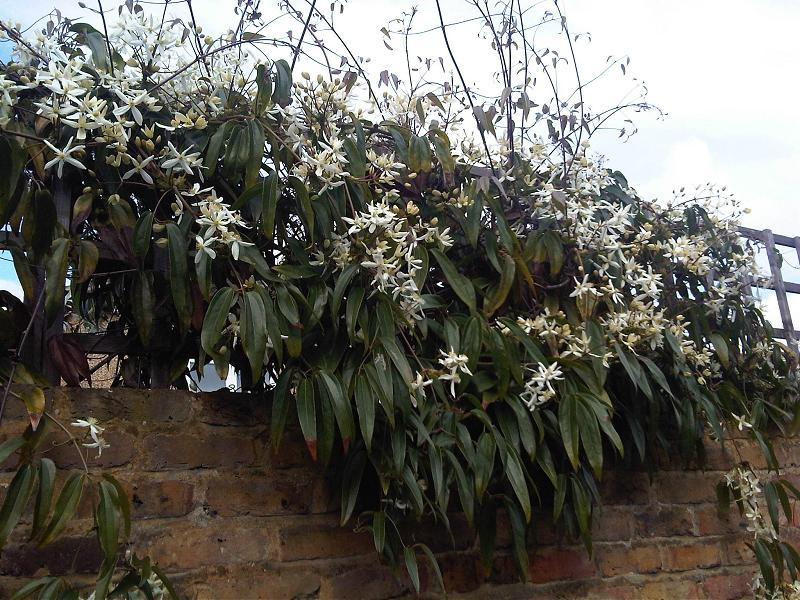
A falra felfutva
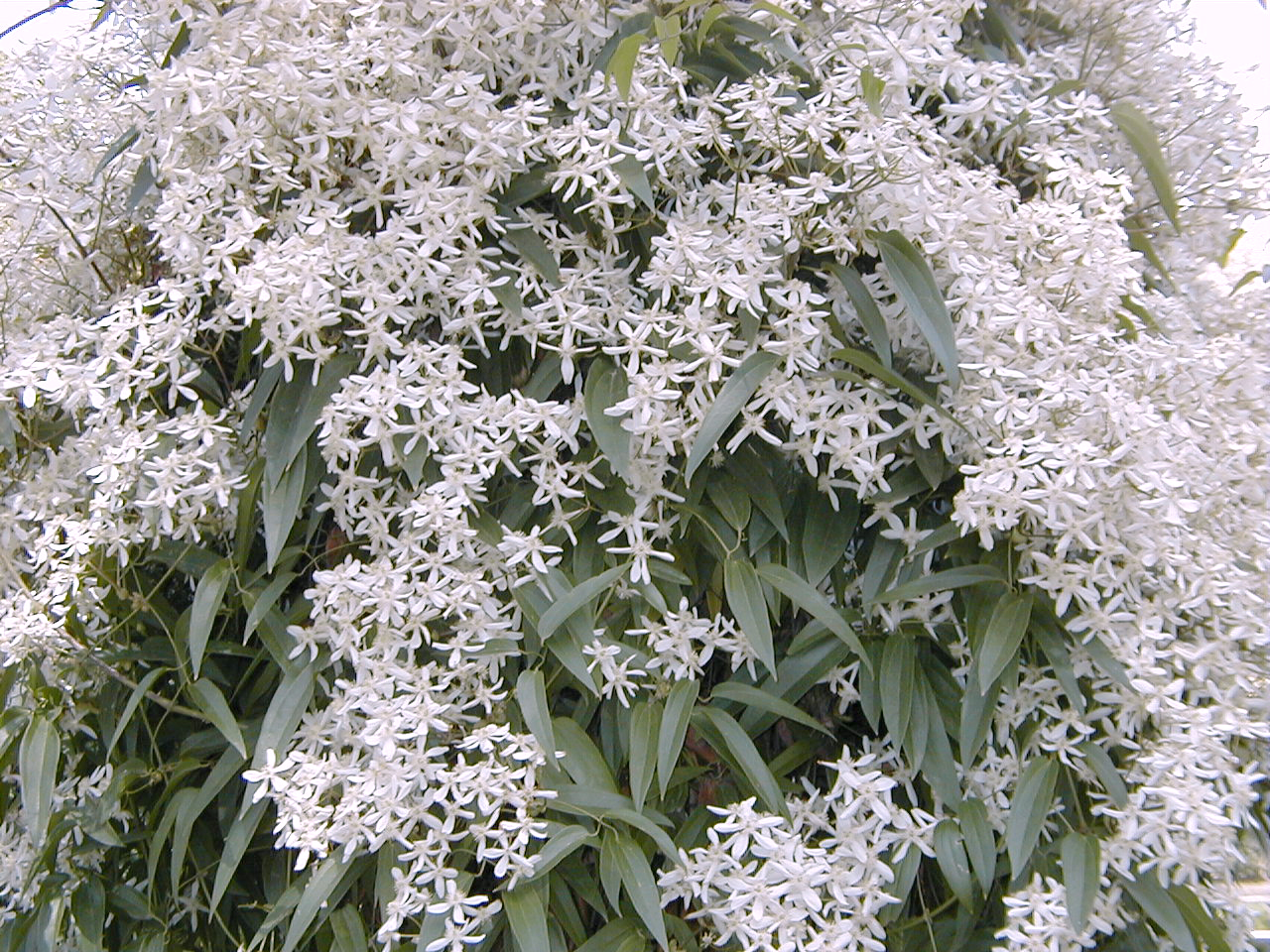
Virágokkal teli
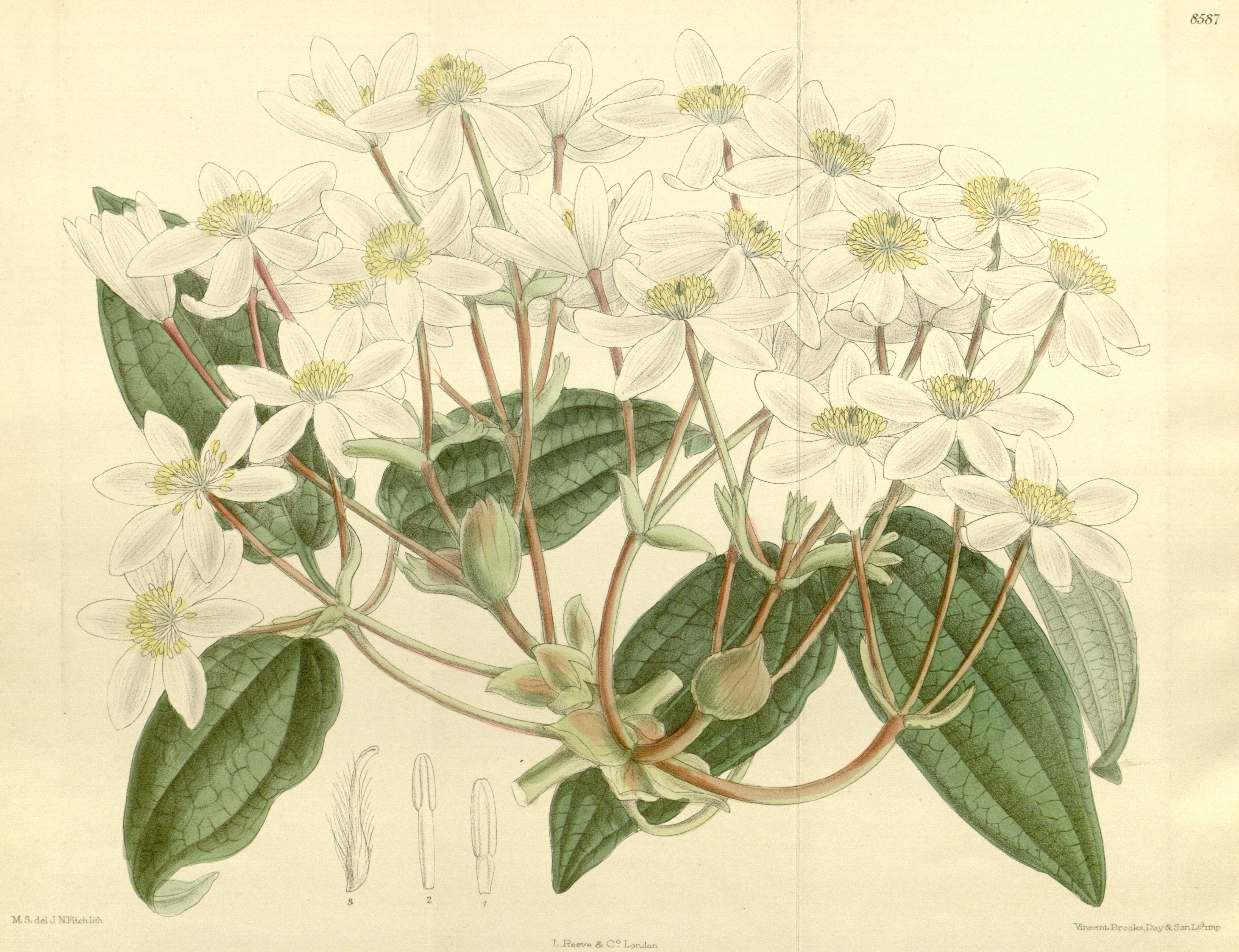
Rajz a növényről

### Fordítás
- Ez a szócikk részben vagy egészben  a   Clematis armandii című angol Wikipédia-szócikk ezen változatának fordításán alapul.  Az eredeti cikk szerkesztőit annak laptörténete sorolja fel. Ez a jelzés csupán a megfogalmazás eredetét és a szerzői jogokat jelzi, nem szolgál a cikkben szereplő információk forrásmegjelöléseként.